# Demer Weekblad
Het Demer Weekblad is een regionaal weekblad dat in een oplage van 25.000 exemplaren wordt verspreid in de regio Belgisch Limburg, in de gemeentes Bilzen, Hoeselt en hun talrijke deelgemeenten, alsook in Riemst en Vlijtingen.
De krant wordt in eigen beheer uitgegeven door de familie Nassen en is dus nog een van de weinige kleine familieconcerns.
Het Demer Weekblad verscheen voor het eerst in 1957 en werd toen nog De Demerbode genoemd, uitgegeven door Viktor Nassen, in de stad Bilzen, ook wel bekend als het 'Demerstadje'. In 1980 nam zoon Tonny Nassen het roer over en werd de krant omgedoopt in Weekblad De Demer. Nadien nam kleinzoon Bart Nassen de zaak over en werd het uiteindelijk, in 2013, Demer Weekblad. Na zestig jaar als gedrukt exemplaar kwam er in 2005 ook een onlineversie.